# Crafft Gottfried Hennicke
Crafft Gottfried Hennicke (* 1698 in Öhringen; † 24. November 1767) war ein deutscher Mediziner, Stadtphysicus in Öhringen und Leibarzt des Grafen von Hohenlohe-(Neuenstein-)Oehringen.

## Leben
Crafft Gottfried Hennicke studierte an den Universitäten in Tübingen, Jena und Heidelberg Medizin und wurde nach seiner Promotion zunächst praktischer Arzt in Öhringen. Später wurde er Stadtphysicus und wirkte als Hofrat und Leibarzt des Grafen Johann Friedrich II. von Hohenlohe-(Neuenstein-)Oehringen.
Am 12. August 1757 wurde er mit dem akademischen Beinamen Hierax III. unter der Matrikel-Nr. 620 zum Mitglied der Leopoldina gewählt.
Der Mediziner Johann Christoph Hennicke war sein Bruder.

## Schriften
- Dissertationem solennem. de panaceis. Heidelberg 1721 Digitalisat